# A' katīgoria 2023-2024 (pallavolo maschile)
L'A' katīgoria 2023-2024, 46ª edizione della massima serie del campionato cipriota di pallavolo maschile si è svolta dal 20 ottobre 2023 all'8 marzo 2024: al torneo hanno partecipato sette squadre di club cipriote e la vittoria finale è andata per l'ottava volta, la quinta consecutiva, all'Omonia.

## Regolamento

### Formula
La formula ha previsto:
- Regular season, disputata con girone all'italiana, con gare di andata e ritorno, per un totale di quattordici giornate: al termine le squadre classificate ai primi quattro posti hanno acceduto ai play-off scudetto, mentre le rimanenti squadre hanno acceduto ai play-off 5º posto;
- Play-off scudetto, strutturati in:
  - Semifinali, al meglio di quattro vittorie su sette gare;
  - Finale per il terzo posto, in gara unica;
  - Finale scudetto, al meglio di quattro vittorie su sette gare.
- Play-off 5º posto, disputati con un girone all'italiana, con gare di andata e ritorno, con le squadre che hanno conservato i punti conquistati nella regular season. Al termine, l'ultima classificata ha acceduto allo spareggio promozione-retrocessione.
- Spareggio promozione-retrocessione, tra l'ultima classificata dei play off 5º posto e la seconda classificata della B' katīgoria, disputato con gare di andata e ritorno: la vincente ha ottenuto o conservato il diritto di partecipazione alla A' katīgoria per la stagione successiva.

Per i play-off scudetto, esclusi i turni disputati con gara unica, le prime due partite delle serie non sono state disputate, ed ai fini della serie si è tenuto conto degli incontri già disputati in regular season.

### Criteri di classifica
Se il risultato finale è stato di 3-0 o 3-1 sono stati assegnati 3 punti alla squadra vincente e 0 a quella sconfitta, se il risultato finale è stato di 3-2 sono stati assegnati 2 punti alla squadra vincente e 1 a quella sconfitta.
L'ordine del posizionamento in classifica è stato definito in base a:
- Punti;
- Numero di partite vinte;
- Differenza dei set vinti e persi;
- Ratio dei set vinti/persi;
- Differenza dei punti realizzari e subiti;
- Ratio dei punti realizzati/subiti;
- Risultato degli scontri diretti[2].

## Squadre partecipanti
| Club                | Stagione | Città    | Impianto                              | Stagione precedente |
| ------------------- | -------- | -------- | ------------------------------------- | ------------------- |
| Anagennīsī Deryneia | dettagli | Dherynia | Kleistī Aithousa Anagennīsī Deryneias | 6ª in A' katīgoria  |
| Anorthōsīs          | dettagli | Limassol | Themistokleio Athlītiko Kentro        | 5ª in A' katīgoria  |
| APOEL               | dettagli | Nicosia  | Lefkotheo                             | 2ª in A' katīgoria  |
| Karavas             | dettagli | Karavas  | Spyros Kyprianou Athletic Center      | 1ª in B' katīgoria  |
| Nea Salamis         | dettagli | Limassol | Spyros Kyprianou Athletic Center      | 4ª in A' katīgoria  |
| Omonia              | dettagli | Nicosia  | Eleftheria Indoor Hall                | Campione di Cipro   |
| Pafiakos            | dettagli | Pafo     | Kleistī Aithousa Afroditī             | 3ª in A' katīgoria  |

## Torneo

### Regular season

#### Risultati
| Prima giornata |                               |        |                            |
|                |                               |        |                            |
| Riposa:        | Omonia                        | Omonia | Omonia                     |
| 23-10          | Nea Salamis - Anorthōsīs      | 0-3    | 19-25, 14-25, 15-25        |
| 20-10          | APOEL - Pafiakos              | 1-3    | 21-25, 28-30, 25-23, 23-25 |
| 20-10          | Anagennīsī Deryneia - Karavas | 3-0    | 27-25, 25-20, 25-20        |

| Seconda giornata |                              |          |                     |
|                  |                              |          |                     |
| Riposa:          | Pafiakos                     | Pafiakos | Pafiakos            |
| 27-10            | Anorthōsīs - Karavas         | 3-0      | 25-14, 25-22, 25-11 |
| 30-10            | Omonia - Anagennīsī Deryneia | 3-0      | 25-21, 25-21, 25-15 |
| 27-10            | Nea Salamis - APOEL          | 3-0      | 25-22, 25-21, 25-19 |

| Terza giornata |                                |             |                            |
|                |                                |             |                            |
| Riposa:        | Nea Salamis                    | Nea Salamis | Nea Salamis                |
| 03-11          | APOEL - Anorthōsīs             | 0-3         | 20-25, 13-25, 14-25        |
| 03-11          | Anagennīsī Deryneia - Pafiakos | 0-3         | 22-25, 19-25, 21-25        |
| 03-11          | Karavas - Omonia               | 1-3         | 18-25, 25-22, 19-25, 19-25 |

| Quarta giornata |                                   |       |                                   |
|                 |                                   |       |                                   |
| Riposa:         | APOEL                             | APOEL | APOEL                             |
| 10-11           | Anorthōsīs - Omonia               | 0-3   | 18-25, 24-26, 22-25               |
| 20-11           | Pafiakos - Karavas                | 3-2   | 22-25, 20-25, 25-17, 29-27, 15-11 |
| 10-11           | Nea Salamis - Anagennīsī Deryneia | 2-3   | 20-25, 25-22, 25-22, 25-27, 12-15 |

| Quinta giornata |                             |            |                            |
|                 |                             |            |                            |
| Riposa:         | Anorthōsīs                  | Anorthōsīs | Anorthōsīs                 |
| 17-11           | Anagennīsī Deryneia - APOEL | 3-1        | 25-21, 22-25, 27-25, 25-17 |
| 17-11           | Karavas - Nea Salamis       | 1-3        | 20-25, 25-18, 23-25, 16-25 |
| 17-11           | Omonia - Pafiakos           | 3-0        | 25-15, 25-21, 25-22        |

| Sesta giornata |                       |                     |                                   |
|                |                       |                     |                                   |
| Riposa:        | Anagennīsī Deryneia   | Anagennīsī Deryneia | Anagennīsī Deryneia               |
| 24-11          | Anorthōsīs - Pafiakos | 2-3                 | 25-23, 25-22, 30-32, 20-25, 13-15 |
| 24-11          | Nea Salamis - Omonia  | 2-3                 | 25-21, 19-25, 25-22, 16-25, 12-15 |
| 24-11          | APOEL - Karavas       | 2-3                 | 25-17, 25-14, 24-26, 22-25, 13-15 |

| Settima giornata |                                  |         |                            |
|                  |                                  |         |                            |
| Riposa:          | Karavas                          | Karavas | Karavas                    |
| 01-12            | Anagennīsī Deryneia - Anorthōsīs | 1-3     | 21-25, 23-25, 25-23, 22-25 |
| 04-12            | Omonia - APOEL                   | 3-0     | 25-18, 25-13, 25-18        |
| 01-12            | Pafiakos - Nea Salamis           | 3-0     | 26-24, 25-23, 25-14        |

| Ottava giornata |                               |        |                                  |
|                 |                               |        |                                  |
| Riposa:         | Omonia                        | Omonia | Omonia                           |
| 08-12           | Anorthōsīs - Nea Salamis      | 2-3    | 25-21, 25-18, 18-25, 20-25, 9-15 |
| 08-12           | Pafiakos - APOEL              | 3-1    | 25-18, 25-21, 21-25, 25-18       |
| 08-12           | Karavas - Anagennīsī Deryneia | 0-3    | 23-25, 16-25, 20-25              |

| Nona giornata |                              |          |                                   |
|               |                              |          |                                   |
| Riposa:       | Pafiakos                     | Pafiakos | Pafiakos                          |
| 15-12         | Karavas - Anorthōsīs         | 0-3      | 20-25, 20-25, 21-25               |
| 15-12         | Anagennīsī Deryneia - Omonia | 2-3      | 25-21, 25-19, 20-25, 17-25, 13-15 |
| 15-12         | APOEL - Nea Salamis          | 0-3      | 21-25, 21-25, 19-25               |

| Decima giornata |                                |             |                                   |
|                 |                                |             |                                   |
| Riposa:         | Nea Salamis                    | Nea Salamis | Nea Salamis                       |
| 22-12           | Anorthōsīs - APOEL             | 3-1         | 21-25, 25-14, 25-16, 25-13        |
| 22-12           | Pafiakos - Anagennīsī Deryneia | 3-0         | 25-23, 25-21, 25-20               |
| 22-12           | Omonia - Karavas               | 3-2         | 20-25, 25-22, 25-16, 23-25, 16-14 |

| Undicesima giornata |                                   |       |                            |
|                     |                                   |       |                            |
| Riposa:             | APOEL                             | APOEL | APOEL                      |
| 19-01               | Omonia - Anorthōsīs               | 3-0   | 25-22, 25-14, 25-16        |
| 19-01               | Karavas - Pafiakos                | 1-3   | 25-23, 18-25, 16-25, 16-25 |
| 19-01               | Anagennīsī Deryneia - Nea Salamis | 1-3   | 29-27, 21-25, 24-26, 21-25 |

| Dodicesima giornata |                             |            |                                   |
|                     |                             |            |                                   |
| Riposa:             | Anorthōsīs                  | Anorthōsīs | Anorthōsīs                        |
| 22-01               | APOEL - Anagennīsī Deryneia | 3-2        | 19-25, 25-17, 25-22, 19-25, 17-15 |
| 29-01               | Nea Salamis - Karavas       | 3-2        | 25-23, 22-25, 25-18, 14-25, 15-10 |
| 22-01               | Pafiakos - Omonia           | 1-3        | 19-25, 25-16, 23-25, 18-25        |

| Tredicesima giornata |                       |                     |                                  |
|                      |                       |                     |                                  |
| Riposa:              | Anagennīsī Deryneia   | Anagennīsī Deryneia | Anagennīsī Deryneia              |
| 26-01                | Pafiakos - Anorthōsīs | 3-0                 | 25-20, 25-22, 25-17              |
| 26-01                | Omonia - Nea Salamis  | 3-2                 | 21-25, 25-18, 26-28, 25-21, 15-9 |
| 26-01                | Karavas - APOEL       | 3-0                 | 25-20, 25-20, 25-20              |

| Quattordicesima giornata |                                  |         |                                   |
|                          |                                  |         |                                   |
| Riposa:                  | Karavas                          | Karavas | Karavas                           |
| 02-02                    | Anorthōsīs - Anagennīsī Deryneia | 3-0     | 25-20, 25-20, 25-15               |
| 02-02                    | APOEL - Omonia                   | 0-3     | 20-25, 21-25, 23-25               |
| 02-02                    | Nea Salamis - Pafiakos           | 2-3     | 22-25, 18-25, 25-18, 25-12, 10-15 |

#### Classifica
| Pos. | Squadra             | Pt | G  | V  | P  | SV | SP | Ratio | PF    | PS    | Ratio |
| ---- | ------------------- | -- | -- | -- | -- | -- | -- | ----- | ----- | ----- | ----- |
| 1.   | Omonia              | 32 | 12 | 12 | 0  | 36 | 10 | 3,600 | 1 073 | 910   | 1,179 |
| 2.   | Pafiakos            | 27 | 12 | 10 | 2  | 31 | 15 | 2,067 | 1 064 | 984   | 1,081 |
| 3.   | Anorthōsīs          | 23 | 12 | 7  | 5  | 25 | 17 | 1,471 | 954   | 864   | 1,104 |
| 4.   | Nea Salamis         | 20 | 12 | 6  | 6  | 26 | 24 | 1,083 | 1 065 | 1 077 | 0,989 |
| 5.   | Anagennīsī Deryneia | 13 | 12 | 4  | 8  | 18 | 27 | 0,667 | 990   | 1 030 | 0,961 |
| 6.   | Karavas             | 8  | 12 | 2  | 10 | 15 | 32 | 0,469 | 952   | 1 080 | 0,881 |
| 7.   | APOEL               | 3  | 12 | 1  | 11 | 9  | 35 | 0,257 | 892   | 1 045 | 0,854 |

      Qualificata ai play-off scudetto
      Qualificata ai play-off 5º posto

### Play-off scudetto

#### Tabellone
|  | Semifinali | Semifinali  | Semifinali | Semifinali | Semifinali | Semifinali | Semifinali | Semifinali | Semifinali |    |    | Finale          | Finale          | Finale          | Finale | Finale | Finale | Finale | Finale | Finale |  |
|  |            |             |            |            |            |            |            |            |            |    |    |                 |                 |                 |        |        |        |        |        |        |  |
|  | 1          | Omonia      | 3*         | 3*         | 3          | 3          |            |            |            |    |    |                 |                 |                 |        |        |        |        |        |        |  |
|  | 1          | Omonia      | 3*         | 3*         | 3          | 3          |            |            |            |    |    |                 |                 |                 |        |        |        |        |        |        |  |
|  | 4          | Nea Salamis | 2*         | 2*         | 0          | 1          |            |            |            |    |    |                 |                 |                 |        |        |        |        |        |        |  |
|  | 4          | Nea Salamis | 2*         | 2*         | 0          | 1          |            | 1          | Omonia     | 3* | 3* | 3               | 3               |                 |        |        |        |        |        |        |  |
|  |            |             |            |            |            |            |            |            |            | 3* | 3* | 3               | 3               |                 |        |        |        |        |        |        |  |
|  |            |             | 2          | Pafiakos   | 0*         | 1*         | 1          | 0          |            |    |    |                 |                 |                 |        |        |        |        |        |        |  |
|  | 2          | Pafiakos    | 2          | Pafiakos   | 0*         | 1*         | 1          | 0          | 3*         | 3* | 3  | 2               | 3               |                 |        |        |        |        |        |        |  |
|  | 2          | Pafiakos    |            |            |            |            |            |            | 3*         | 3* | 3  | 2               | 3               |                 |        |        |        |        |        |        |  |
|  | 3          | Anorthōsīs  | 2*         | 0*         | 0          | 3          | 1          |            |            |    |    | Finale 3º posto | Finale 3º posto | Finale 3º posto |        |        |        |        |        |        |  |
|  | 3          | Anorthōsīs  | 2*         | 0*         | 0          | 3          | 1          |            |            |    |    |                 |                 |                 |        |        |        |        |        |        |  |
|  |            |             |            |            |            |            |            |            |            |    |    |                 |                 |                 |        |        |        |        |        |        |  |
|  |            |             |            |            |            |            |            |            |            |    |    | 4               | Nea Salamis     | 3               |        |        |        |        |        |        |  |
|  |            |             |            |            |            |            |            |            |            |    |    | 4               | Nea Salamis     | 3               |        |        |        |        |        |        |  |
|  |            |             |            |            |            |            |            |            |            |    |    | 3               | Anorthōsīs      | 2               |        |        |        |        |        |        |  |

Con * sono indicati i risultati delle partite di regular season valide ai fini dei play-off

#### Risultati

##### Semifinali
| Gara 3 |                       |     |                     |
|        |                       |     |                     |
| 09-02  | Omonia - Nea Salamis  | 3-0 | 26-24, 25-20, 25-21 |
| 09-02  | Pafiakos - Anorthōsīs | 3-0 | 29-27, 25-20, 25-16 |

| Gara 4 |                       |     |                                   |
|        |                       |     |                                   |
| 16-02  | Nea Salamis - Omonia  | 1-3 | 25-21, 19-25, 21-25, 17-25        |
| 16-02  | Anorthōsīs - Pafiakos | 3-2 | 23-25, 20-25, 25-21, 25-19, 15-12 |

| Gara 5 |                       |     |                            |
|        |                       |     |                            |
| 20-02  | Pafiakos - Anorthōsīs | 3-1 | 17-25, 25-19, 25-19, 25-17 |

##### Finale 3º posto
| Gara unica |                          |     |                                   |
|            |                          |     |                                   |
| 01-03      | Anorthōsīs - Nea Salamis | 2-3 | 25-22, 22-25, 12-25, 25-17, 16-18 |

##### Finale
| Gara 3 |                   |     |                            |
|        |                   |     |                            |
| 24-02  | Omonia - Pafiakos | 3-1 | 25-22, 29-27, 23-25, 25-14 |

| Gara 4 |                   |     |                     |
|        |                   |     |                     |
| 01-03  | Pafiakos - Omonia | 0-3 | 23-25, 25-27, 18-25 |

### Play-off 5º posto

#### Risultati
| Andata |                               |     |                                   |
|        |                               |     |                                   |
| 09-02  | Karavas - APOEL               | 3-2 | 25-23, 22-25, 19-25, 27-25, 15-7  |
| 12-02  | Anagennīsī Deryneia - Karavas | 3-2 | 21-25, 25-22, 25-19, 18-25, 15-11 |
| 16-02  | APOEL - Anagennīsī Deryneia   | 0-3 | 15-25, 22-25, 17-25               |

| Ritorno |                               |     |                                  |
|         |                               |     |                                  |
| 19-02   | APOEL - Karavas               | 3-1 | 20-25, 25-22, 25-12, 25-16       |
| 23-02   | Karavas - Anagennīsī Deryneia | 3-1 | 25-18, 23-25, 25-20, 25-20       |
| 26-02   | Anagennīsī Deryneia - APOEL   | 3-2 | 25-20, 14-25, 25-20, 22-25, 15-9 |

#### Classifica
| Pos. | Squadra             | Pt | G  | V | P  | SV | SP | Ratio | PF    | PS    | Ratio |
| ---- | ------------------- | -- | -- | - | -- | -- | -- | ----- | ----- | ----- | ----- |
| 5.   | Anagennīsī Deryneia | 20 | 16 | 7 | 9  | 28 | 34 | 0,824 | 1 353 | 1 383 | 0,978 |
| 6.   | Karavas             | 14 | 16 | 4 | 12 | 24 | 41 | 0,585 | 1 335 | 1 467 | 0,910 |
| 7.   | APOEL               | 8  | 16 | 2 | 14 | 16 | 45 | 0,356 | 1 245 | 1 404 | 0,887 |

      Qualificata allo spareggio promozione-retrocessione

### Spareggio promozione-retrocessione
| Andata |                 |     |                            |
|        |                 |     |                            |
| 01-03  | Lemesos - APOEL | 1-3 | 20-25, 26-24, 22-25, 25-27 |

| Ritorno |                 |     |                     |
|         |                 |     |                     |
| 08-03   | APOEL - Lemesos | 3-0 | 25-15, 25-16, 25-18 |

## Classifica finale
| Pos | Squadra             | Qualificazione           |
| --- | ------------------- | ------------------------ |
|     | Omonia              | Champions League 2024-25 |
| 2   | Pafiakos            | Coppa CEV 2024-25        |
| 3   | Nea Salamis         |                          |
| 4   | Anorthōsīs          |                          |
| 5   | Anagennīsī Deryneia |                          |
| 6   | Karavas             |                          |
| 7   | APOEL               |                          |